# Mathilde Androuët
Pour les articles homonymes, voir Androuët.
Mathilde Androuët, née Palix le 3 juillet 1984 à Rueil-Malmaison, est une femme politique française, membre du Rassemblement national (RN).
Élue députée européenne en 2019, elle est réélue en 2024.

## Biographie
Petite-fille d'un cheminot communiste et fille du militant frontiste Didier Palix, Mathilde Androuët naît en 1984 à Rueil-Malmaison.
Elle est mère de trois enfants.

### Parcours politique
En 2010, après ses études à Sciences Po, elle s'engage à gauche et travaille pendant six mois à Terra Nova. Elle se lie d'amitié au cours de ses études avec Marie Toussaint, militante EELV, aujourd'hui députée européenne. Elles ne se fréquentent plus aujourd'hui.
Elle déclare avoir éprouvé un « sentiment de déconnexion » à Sciences Po et à ses débuts dans une agence de communication parisienne. Inspirée par des figures comme le souverainiste de gauche Jean-Pierre Chevènement et le gaulliste Henri Guaino, elle fréquente un groupe de jeunes militants FN et rejoint le parti en 2011. Elle devient adjointe du président du Front national de la jeunesse, Julien Rochedy. Mathilde Androuët y sera notamment chargée des questions estudiantines. Elle devient assistante parlementaire (à l'Assemblée européenne) et très proche de Florian Philippot, dont elle décrit le départ du mouvement comme « un divorce ».
Candidate aux municipales de 2014 dans la ville d'Houilles, elle obtient 9 % des voix.
Elle est élue en 2015 conseillère régionale d'Île-de-France, représentant Paris.
En 2017, candidate aux élections législatives dans la onzième circonscription des Yvelines pour le Front national, elle obtient 7 % des voix et finit cinquième du premier tour du scrutin.
En 2017, alors qu'elle est salariée au siège de son parti, elle est nommée à 32 ans présidente du FN des Yvelines. Elle remplace François Simeoni, démis comme neuf autres présidents départementaux, dans un contexte de crise entre partisans de Florian Philippot et de Marine Le Pen.
Elle est élue députée européenne en 2019 sur la liste de Jordan Bardella. En 2022, elle se porte candidate dans la 5e circonscription des Yvelines, toujours pour le FN, devenu RN, et s'incline au premier tour avec 8 % des voix ce qui lui permet de rester député européenne. 
En 2024, elle est de nouveau candidate aux élections européennes, en quatrième position sur la liste « La France revient ! avec Jordan Bardella et Marine Le Pen » et est réélue.
En 2025, Libération révèle l'implication de son assistant parlementaire dans une affaire d'antisémitisme à l'Union nationale inter-universitaire de Strasbourg, dont il est le vice-président. Une image d'une « série de montages antisémites parodiant un jeu de cartes », diffusée sur les groupes Messenger de l'organisation, le représente déguisé en rabbin (nommé « Jewvien Jacob Borevski ») qui « dérobe les gains du joueur précédent ».

## Résultats électoraux

### Élections législatives
| Année | Parti | Circonscription                  | %            | Issue  |
| Année | Parti | Circonscription                  | premier tour | Issue  |
| ----- | ----- | -------------------------------- | ------------ | ------ |
| 2017  | FN    | 11e circonscription des Yvelines | 7,03         | Battue |
| 2022  | RN    | 5e circonscription des Yvelines  | 7,78         | Battue |